# Temporada da NBA de 1987–88
A Temporada da NBA de 1987-88 foi a 42º temporada da National Basketball Association. O campeão foi o Los Angeles Lakers.